# 苏巴什组
苏巴什组是位于中国新疆吐鲁番火焰山胜金口一带的下白垩世地层，1956年由新疆石油管理局地调处56/56队夏公君等命名。该地层以棕红、灰白色砂岩、褐红色砂质泥岩、灰白、暗灰色砾岩为主。